# 卡利尼夫卡 (戈拉亞普里斯坦區)
46°9′21″N 32°33′3″E / 46.15583°N 32.55083°E
卡利尼夫卡（烏克蘭語：Калинівка）是位於烏克蘭南部的村莊，由赫爾松州斯卡多夫斯克區的拉祖爾內市鎮負責管轄。該村始建於1924年，面積0.6平方公里，海拔高度13米，2001年人口257，人口密度每平方公里458.9人。